# Banyu Wangi
Banyu Wangi is een bestuurslaag in het regentschap Bogor van de provincie West-Java, Indonesië. Banyu Wangi telt 4371 inwoners (volkstelling 2010).